# 新・百合族3
『新・百合族3』は、1995年に製作された日本のオリジナルビデオ。
『新・百合族 先生、キスしたことありますか?』、『新・百合族2』の続編。

## ストーリー
担任の綾子先生と同居している慧心女子高校の図書館員の山本さとみは、いつも同じ時間に図書館に来る沢木涼子に恋心を抱いている。さとみは思いもかけず彼女と声を交わす機会がやってきた。涼子が、自分は持っているが、みんなにも読んでもらいたいからと一枚の図書購入希望のカードを差し出した。「どんな本?」と聞くと、それは女の子どうしの恋の話だという。さっそく本を購入したさとみは、その本の激しいSEX描写に息をのむ。そして綾子は新たなルームメイトとして、転校生の桜井鈴子をさとみに紹介した。実はその本の原作者が鈴子であったことが判明し、さとみの胸中は一気に慌ただしくなる。しかも、小説は事実を基にして書かれているとのことで・・・

## キャスト
- 三浦綺音 -山本さとみ 役
- 大竹一重 -島田綾子 役
- 西尾悦子 -沢木涼子 役
- 秋元綾香 -桜井鈴子 役
- 柴田理恵
- 佐藤勝栄
- 秋山菜津子
- 高山千草